# Abashiri

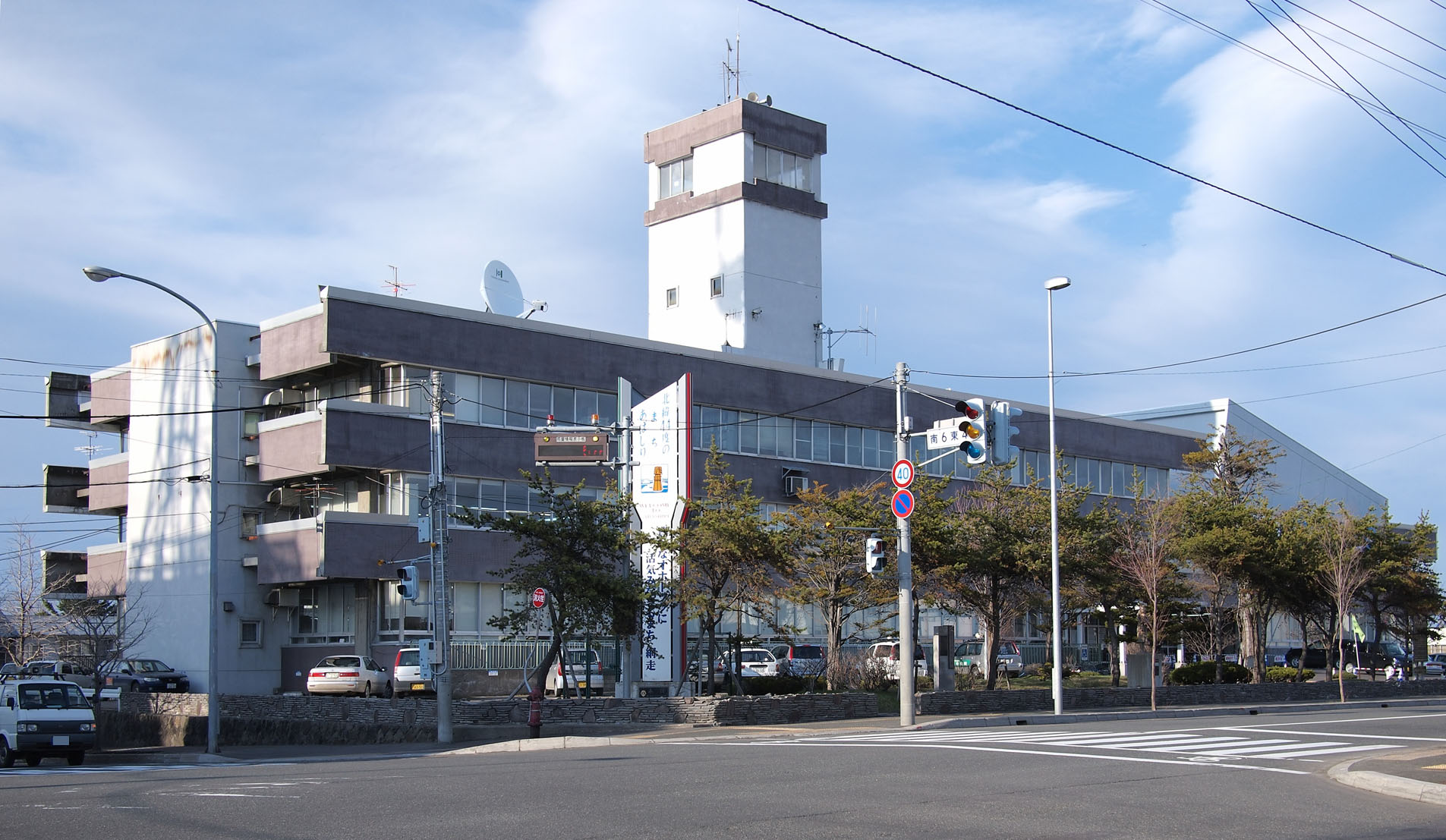
Primăria

Abashiri (網走市 Abashiri-shi?) este un municipiu din Japonia, prefectura Hokkaido.

## Legături externe
Materiale media legate de municipiul Abashiri la Wikimedia Commons
1. ↑   (PDF), Geospatial Information Authority of Japan[*], p. 8 https://www.gsi.go.jp/KOKUJYOHO/MENCHO/backnumber/GSI-menseki20210101.pdf Lipsește sau este vid: |title= (ajutor)
2. ↑  網走市の位置面積 (în japoneză), arhivat din original la |archive-url= necesită |archive-date= (ajutor)